# 名古屋大学教育学部附属中学校・高等学校
名古屋大学教育学部附属中学校・高等学校（なごやだいがくきょういくがくぶふぞくちゅうがっこう・こうとうがっこう、英: Nagoya University affiliated Upper and Lower Secondary Schools）は、愛知県名古屋市千種区不老町に所在し、中高一貫教育を提供する国立中学校・高等学校。
名古屋大学教育学部の附属学校であり、国立学校では唯一の併設型中高一貫校である。略称は”名大附属”（めいだいふぞく）。または”名大附”（めいだいふ）。

## 概要
名古屋大学教育学部の附属学校であり、教育学の実践と研究に取り組んでいる。
総合的な学習の時間が取り入れられる以前より、科目「総合人間科」で総合学習を実践している。
中学は2クラス、高校は3クラスの小規模校であり、併設型中高一貫校の利点を活かして様々なプログラムが組まれている。
2006年（平成18年）から3期目となる、2016年（平成28年）からの5年間（第Ⅲ期）、スーパーサイエンスハイスクール (SSH) の指定を受けている。また、2015年（平成27年）から5年間、スーパーグローバルハイスクール (SGH) に指定された。2010年（平成22年）7月にはユネスコ・スクールに登録された。プログラムはこれらの影響を大きく受け変更されている。
2018年（平成30年）から、新たにSSH科学技術人材育成重点枠に研究開発指定されている。
2021年（令和3年）度からワールドワイドラーニング (WWL) に指定。
2024年（令和6年）度からSSHに指定。

## 沿革
- 1947年（昭和22年）5月5日 - 岡崎高等師範学校附属中学校（新制）として、豊川市に開校。
- 1949年（昭和24年）5月31日 - 旧国立大学設置法により名古屋大学岡崎高等師範学校附属中学校となる。
- 1950年（昭和25年）4月1日 - 名古屋大学岡崎高等師範学校附属高等学校（新制）が設置される。
- 1952年（昭和27年）4月1日 - 岡崎高師の廃止により、現校名に改称。
- 1955年（昭和30年）6月9日 - 豊川市から名古屋市東区（愛知教育大学附属名古屋小学校旧校舎）へ移転完了。
- 1963年（昭和38年）4月4日 - 高校のみ名古屋大学東山キャンパス（千種区）内の現校地へ移転完了。
- 1964年（昭和39年）1月7日 - 中学の移転も完了。
- 2004年（平成16年）4月1日 - 国立大学法人法、国立大学法人法等の施行に伴う関係法律の整備等に関する法律により国立大学法人名古屋大学に移管。
- 2013年（平成25年） - 校舎改修工事。
- 2020年（令和2年）4月1日 - 学校教育法等の一部を改正する法律により、国立大学法人岐阜大学と国立大学法人名古屋大学が統合したため、国立大学法人東海国立大学機構に移管。

## 授業
50分授業が6限まであるというのが一般的であったが、2006年（平成18年）度以降高校では通年で水曜日に7限授業がある。
高校生の希望者対象に、大学と連携してより専門的な内容を学習する「学びの杜・学術コース」が設けられている。これを修了すると追加の単位として認定される（進級の際には使えない）。単位認定の根拠は学校教育法施行規則97条に基づく。
中学3年生の希望者にも「学びの杜・総合コース」が設けられている。内容は学術コースに比べ難易度は低い。これは1回で完結する授業で行われる。
総合的な学習の時間や、SLPI・IIなど、特色ある授業が多い。

## 校舎・設備
運動設備は、それぞれバレーボールコート2面分の第1・第2体育館、テニスコート3面とグラウンド（野球場2面、ハンドボールコート1面）、小体育館、柔道場、プール、弓道場がある。
名古屋大学東山キャンパス内に立地している。そのため、授業・行事などで豊田講堂、博物館を利用することができる。校紀は緩く、自主的に取り組ませる方針である。
教室に電子黒板が設置された。

### 新棟
2013年（平成25年）〜2014年（平成26年）にかけて大規模な校舎改修が行われ、2014年（平成26年）5月までに交流棟・中学棟・高校棟・中央棟・連絡棟などからなる新棟が完成した。耐震補強工事がされている。また、新棟の建設に伴い、学校の玄関は新棟交流棟2階東側の道路の高さになった。
各教室にエアコンが設置されている。冷房は原則7月から9月、暖房は12月から3月まで使用が認められている。
各教室などには職員室と直通のインターホンがあり、緊急時に使用できる。
中学棟や高校棟など一部の屋上にはソーラーパネルがあり、立入禁止となっている。これにより得られた電力量は玄関の表示板に表示されている。
車椅子を使用する生徒などのために、高校棟・交流棟のそれぞれにエレベーターが設置されている。生徒は通常は利用できない。
玄関にはスロープも設置されている。
図書館には、1万冊以上の本がある。

## 校長
校長の任期は2年であり、再任されれば3年になる。名古屋大学大学院教育発達科学研究科・教育学部の教授の中から、選挙により決定される。

## 教員
教員には、名古屋大学から採用されている教員と、愛知県や名古屋市から派遣される教師の2種類がある。前者は基本的に採用から定年まで名大附属で勤務するのに対し、後者は公立中学校と同じく基本4～7年で転勤する。

## 服装
服装は服装規定により次の通りに定められている。
- 男子の冬服は黒つめ襟学生服。
- 男子の夏服は白の開襟シャツ、またはカッターシャツと黒長ズボン。
- 女子の冬服は紺背広型上衣、紺スカート。
- 女子の夏服は白開襟型上衣、紺スカート。

校章を男子は左襟に、女子は左胸に付ける。
夏服の着用期間は6月1日から9月30日まで（前後に調整期間）である。
2024年度から制服が廃止されており、服は自由。バザーなどで買う人も、いるため制服で登校している人もいる。

## 年間主要行事
| 前期 | 4月  | 入学式、始業式、中1・高1OR、新入生歓迎会、心電図・貧血検査、検尿、離任式、立会演説会、生徒総会、写真撮影                                       |
| 前期 | 5月  | 眼科・耳鼻科・内科健診、遠足（中2・高1除く）、スポーツテスト、生徒総会、高1・中2林間学校、高3実力テスト1、第1期教育実習、X線検査、前期防災訓練 |
| 前期 | 6月  | 前期中間試験、中学球技大会、高校球技大会 |
| 前期 | 7月  | 保護者面談、休業前全校集会、大掃除、三者協議会                                                                                                 |
| 前期 | 8月  | 夏期休暇、全校集会・大掃除、整理テスト |
| 前期 | 9月  | 全校集会・整理テスト（中1〜高2）、高三実力テスト2、第2期教育実習、学校祭                                                                       |
| 後期 | 10月 | 名古屋大学ホームカミングデー、中高別朝礼、名大附属農場講演会、中高合同朝礼、通知表渡し、全学防災訓練、第2期教育実習                            |
| 後期 | 11月 | 中高別朝礼、中3研究旅行、高2研究旅行、中高合同朝礼、後期中間試験、FW                                                                           |
| 後期 | 12月 | 中高別朝礼、ワックス掛け、保護者面談、休業前全校集会、スキー教室（希望者）、三者協議会、大掃除                                                 |
| 後期 | 1月  | 大掃除、中1・中2整理テスト・中3実力テスト、高1・高2実力テスト、中学検査、高校検査、全校集会                                                    |
| 後期 | 2月  | 中高合同朝礼、学年末試験、写真撮影（中3・高3除く）                                                                                             |
| 後期 | 3月  | 卒業式、中高別朝礼、合唱祭、中学3年生を送る会、追認試験、終業式・修了式                                                                        |

## 光粒祭
本校の学校祭（文化祭、運動会）は光粒祭（こうりゅうさい）と呼ばれている。2002年（平成14年）度の学校祭のテーマで、「一人ひとりが光り輝く粒となり様々な人と交流していこう」という意味が込められている。翌年に学校祭のテーマを募集するときに前年度のテーマが大変良いものなのでこのまま残していこうということになり、「光粒祭」という名称に変更した。
光粒祭の期間中に演劇コンクールと体育祭（一般で言う運動会）が行われるのが通例だったが、正式な体育祭は2008年（平成20年）～2010年（平成22年）と中止され、2011年（平成23年）を最後に行われていない。また、2013年（平成25年）度には中学生徒会主導のミニ体育祭が実施予定だったが、雨天のため中止になっている。2014年（平成26年）度は、高校生のみの体育祭（名称：「炎天祭」）が開催されたが、2015年（平成27年）度は体育祭は行われないことが決定された。2018年（平成30年）度の体育祭は実施される予定となっていたが、雨天のため中止となった。

### 光粒祭のテーマ
大概9月の第3金曜と土曜に行われており、土曜が一般公開となっている（要事前登録）。2015年（平成27年）度は9月第1金曜と土曜に行われた。小学生は、保護者と一緒に名前を記入し入場できる。高校生は、制服を着用し、生徒手帳を持っていないと入場できない。卒業生は身分証明書を見せ、高3時の担任を答えることで入場できる。
- 2007年（平成19年） -「infinity ∞」（いんふぃにてぃー）
- 2008年（平成20年） -「パレット」
- 2009年（平成21年） -「あいうえおんぱれーど」
- 2010年（平成22年） -「附れっしゅ」（ふれっしゅ）
- 2012年（平成24年） -「名大附革命～Legend of 俺～」（めいだいふかくめい れじぇんどおぶおれ）
- 2013年（平成25年） -「皆集幸時」（かいしゅうこうじ）
- 2014年（平成26年） -「New附らいと!」（にゅうふらいと）
- 2015年（平成27年） -「M D Fantasy」（めいだいふぁんたじー）
- 2016年（平成28年） -「MameDaiFuku」（まめだいふく）
- 2017年（平成29年） -「点P」（てんぴー）
- 2018年（平成30年） -「附族」（ふぞく）
- 2019年（令和元年） - 「フゾクニウム」
- 2020年（令和2年） -  なし（新型コロナウイルス感染症の影響を受け中止）
- 2021年（令和3年） - 「附楽六百景」
- 2022年（令和4年）-「あっ附°でーと」
- 2023年（令和5年）-「Say Coo」
- 2024年（令和6年）-「附朗’24」（ふろうふし）

### 中学演劇コンクール
各クラスで一つ台本を決めて演劇をし、それがいかに上手いかを競う。賞はいくつかあり、優秀賞・最優秀賞・最優秀主演賞・最優秀助演賞・生徒が選ぶ最優秀賞・大道具賞・音響照明賞などがある。なお、賞は変わる年もある。（中学のみ）

### 高校ホームルーム企画
通称「ホームルーム」、表記「HR」。その年の光粒祭のテーマに合ったテーマをクラスで考えさまざまな企画をして来場者に楽しんでもらうという企画。一種のクラス対抗戦。これにも賞があり、基本的には来場者の投票によって決まるが、その審査基準や必要性を巡りここ数年議論がある。（高校のみ）

## 部・サークル

### 規定

#### 部とサークルの違い
部では対外試合の費用を生徒会が負担するが、サークルは負担されない。そのほかにも、規定の違いがある。

#### 部への予算
各部は年度末に来年度予算を請求することができる。基本的に請求できるものは「備品等で必要最低限でそれがないと困るもの」である。なお、最終的または結果的に「個人の持ち物」になるものは認められない（議会において合意が得られたときはこの限りではない）。
中高合同で活動している部と高校のみの部活動は高校に予算を請求し、中学校のみの部活動は中学校に予算を請求することができる。
合宿等を行う場合はその都度部員から徴収する。
サークルには予算がつかない。

### 部・サークルの一覧

#### 運動部・運動サークル
- 高校ハンドボール部
- 中学ハンドボール部
- 高校弓道部
- 中学弓道部
- テニス部
- 高校バドミントン部
- 中学バドミントン部
- バスケットボール部
- 中学バスケットボール部
- 卓球部
- ダンスサークル

#### 文化部・文化サークル
- 美術部
- ブラスバンド部
- 合唱部
- Healthy・Lifeサークル
- クイズ研究サークル

## WWL生徒研究員制度
生徒が中心となって研究を推進していく、WWLプロジェクトの活動の一つ。サイエンスプロジェクトでは、6つのプロジェクトが活動を行っている。日常の活動は授業後に行われ、中学生と高校生が一緒に活動する。

### サイエンスプロジェクトの一覧
- チャンドラセカールプロジェクト
- ヒドラプロジェクト
- 宇宙論・相対論プロジェクト
- 粘菌プロジェクト
- 色素プロジェクト
- 数学プロジェクト（数学クラブ）

## 備考
2008年（平成20年）度まで使用されていたチャイムが独特なメロディであった。
1955年（平成7年）まで使用していた愛知県豊川市の旧校地は、現在は名古屋大学宇宙地球環境研究所（移転当時は名古屋大学空電研究所）の用地となっている。
2017年（平成29年）度まで、隔年で演劇鑑賞会が行われていたが、2018年（平成30年）度より、廃止となった。
2017年（平成29年）度より、各考査の後、45分授業になることがある。

## 著名な出身者
- 朝見行弘 - 弁護士、久留米大学法科大学院教授
- 牧野圭一 - 漫画家、京都精華大学名誉教授
- スコット津村 - ゲームクリエイター・Tozai, Inc.（Tozai Games）エグゼクティブ・プロデューサー
- 榊佳之 - 分子生物学者、豊橋技術科学大学元学長、東京大学名誉教授、静岡雙葉中学校・高等学校理事長
- 榊裕之 - 工学者、豊田工業大学名誉学長、東京大学名誉教授
- 勝野哲 - 中部電力代表取締役社長
- 鬼頭理三 - テレビドラマ演出家、映画監督
- 辻元清美 - 参議院議員・元衆議院議員（立憲民主党）・ピースボート創設者
- 千田嘉博 - 考古学者・奈良大学教授（前学長）・城郭考古学
- 沼野恭子 - ロシア文学者・東京外国語大学名誉教授
- 浜渦辰二 - 哲学者・静岡大学名誉教授・大阪大学名誉教授
- 中西哲生 - サッカー解説者・スポーツジャーナリスト
- 中山定雄 - インテリアデザイナー・静岡文化芸術大学教授
- 山口達也 - 経営者
- 牧南恭子 - 小説家
- 加藤晴彦 - 俳優・タレント
- 高村凛 - 俳優・タレント・モデル
- 尾崎恵理 - 元タレント
- 藤井聡太 - 将棋棋士（高校中退）[2][3]
- 大野えり - ジャズ歌手
- 葵てるよし - 元アイドル·芸能事務所社長
- 野口友輔 - Hi☆Fiveメンバー